# Oligodon albocinctus

Oligodon albocinctus är en ormart som beskrevs av den danske zoologen och botanikern Theodore Edward Cantor  1839. Oligodon albocinctus ingår i släktet Oligodon, och familjen snokar. Inga underarter finns listade.

## Utbredning
Arten förekommer i Nepal, Bangladesh, Indien, Myanmar, Vietnam och Kina.